# Themone halius
Themone halius är en fjärilsart som beskrevs av Johan Wilhelm Dalman 1823. Themone halius ingår i släktet Themone och familjen Riodinidae. Inga underarter finns listade i Catalogue of Life.